# Passo di Santa Crocella
Il passo di Santa Crocella (1 219 m s.l.m.) è un valico appenninico sito nella parte orientale dei monti del Matese, spartiacque tra le valli del Tammaro in Molise e del Titerno in Campania e confine tra le due regioni con i comuni di Pietraroja, in provincia di Benevento e di Sepino, in provincia di Campobasso. Si trova altresì al confine tra diverse aree naturali protette, divise tra loro a seguire i confini amministrativi ma tutte a tutela dell'area del Matese.

## Descrizione
Il valico si trova tra il monte Tre Confini (1 419 m s.l.m.) ad ovest e il monte Moschiaturo (anche detto Defenza) (1 470 m s.l.m.) ad est. Separa le alte valli dei fiumi Titerno, sul versante beneventano, e Tammaro, che origina in Molise ma scorre per gran parte nella provincia campana.
In epoca recente è diventato meta di ciclo- e moto-turismo, come passo montano, anche vicino alla località di Bocca della Selva.

## Storia
Nel XII secolo fu costruito in zona un monastero dedicato alla Santa Croce, di fondazione laico-nobiliare da parte dei conti di Molise. Probabilmente la scelta del luogo fu dovuta a ragioni di autosufficienza, difesa e connessione con le reti viarie circostanti, tra cui la strada che conduceva a Boiano e al relativo castello, e strade che permettevano di sfruttare le risorse naturali limitrofe.
Nell'ottobre 1960 vi fu costruita un'edicola con una croce di pietra recante l'iscrizione "CRUX PARVA UBI MONASTERIUM CLARUM", in memoria del monastero una volta presente nella zona. Nel 2016 una nuova croce è stata riposizionata, insieme ad un parziale restauro dell'edicola, in seguito al furto della precedente.